# Phragmipedium besseae
Phragmipedium besseae är en orkidéart som beskrevs av Calaway Homer Dodson och Janet Kuhn. Phragmipedium besseae ingår i släktet Phragmipedium och familjen orkidéer.
Artens utbredningsområde anges som Ecuador och norra Peru.

## Underarter
Arten delas in i följande underarter:
- P. b. besseae
- P. b. dalessandroi

## Bilder

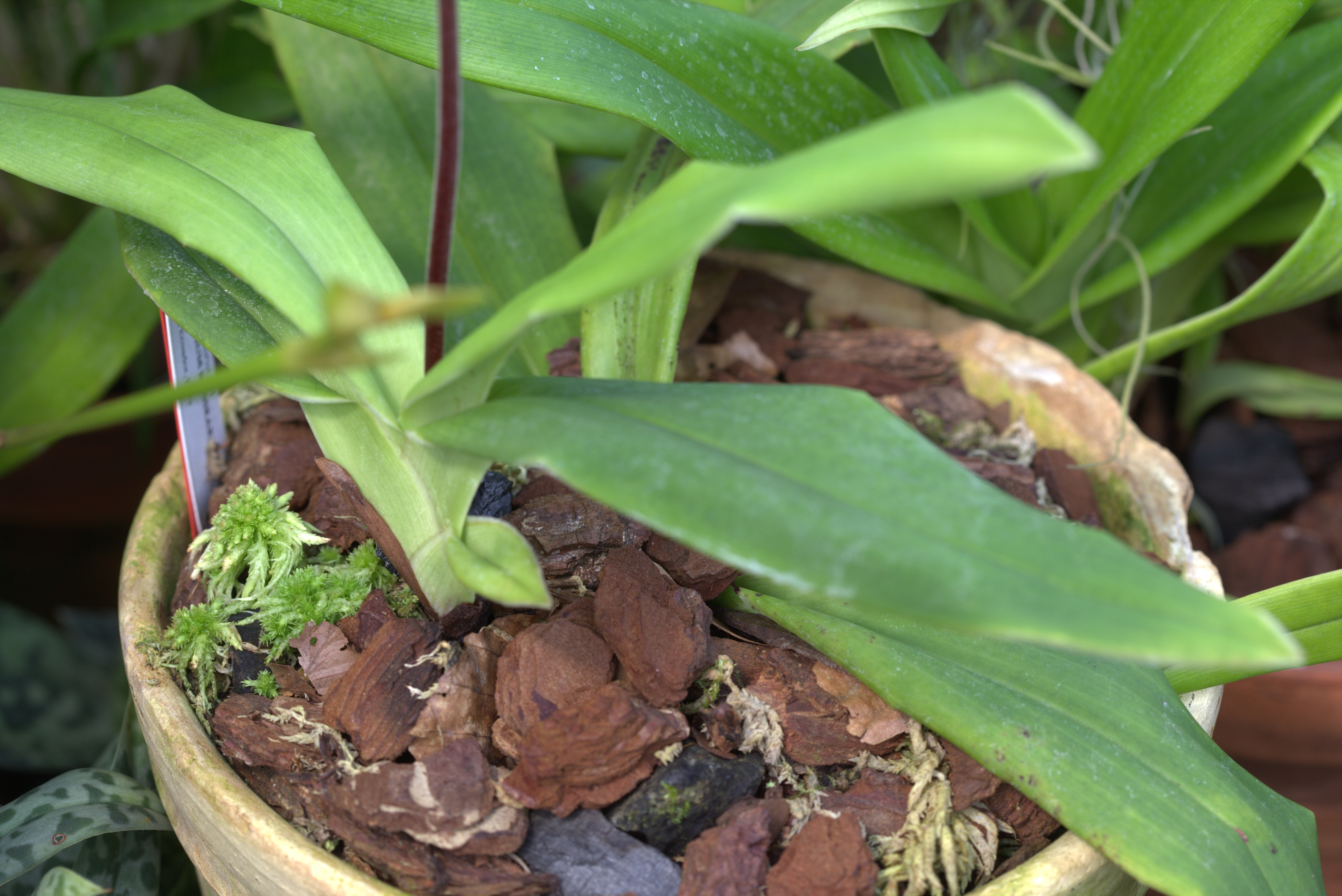
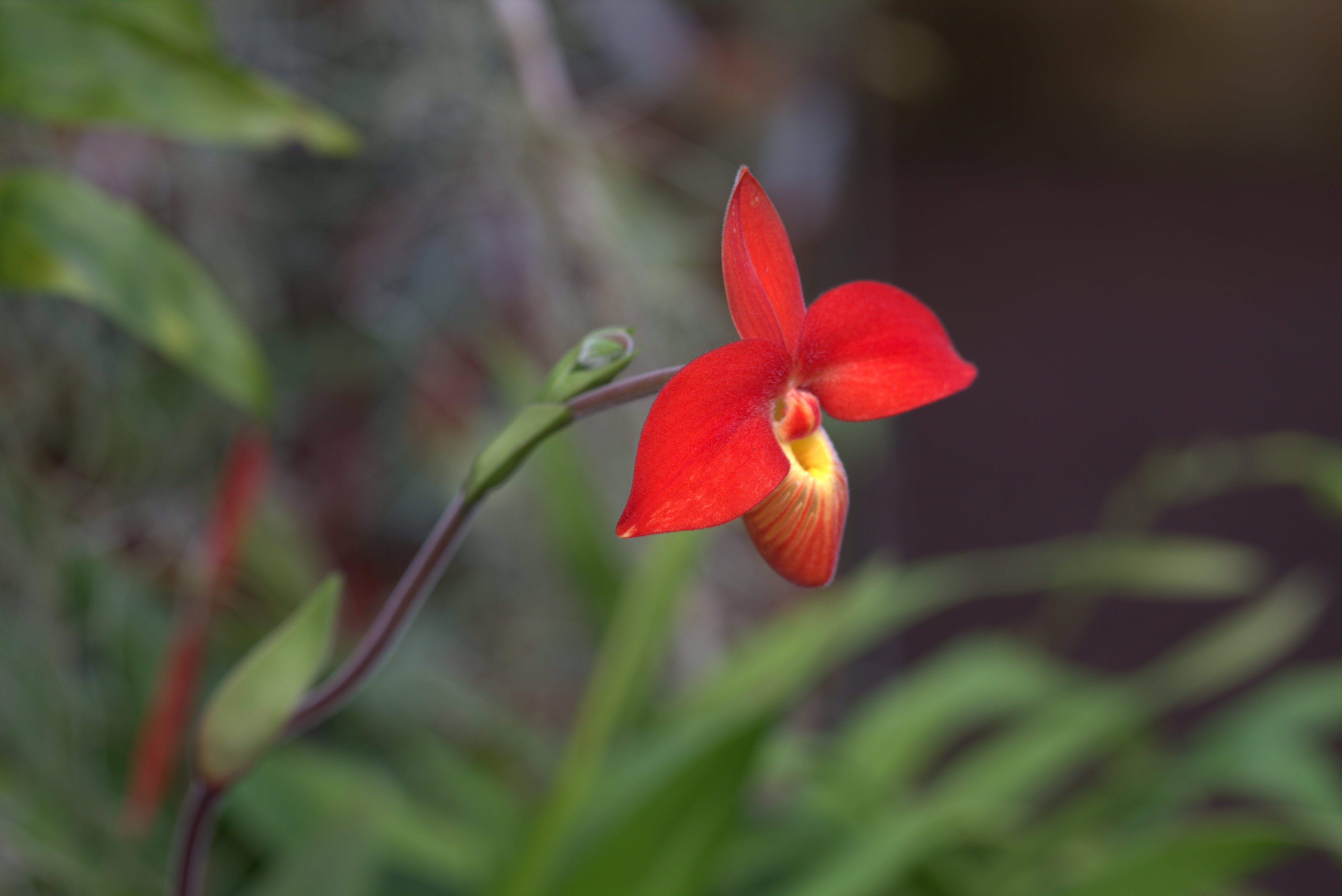
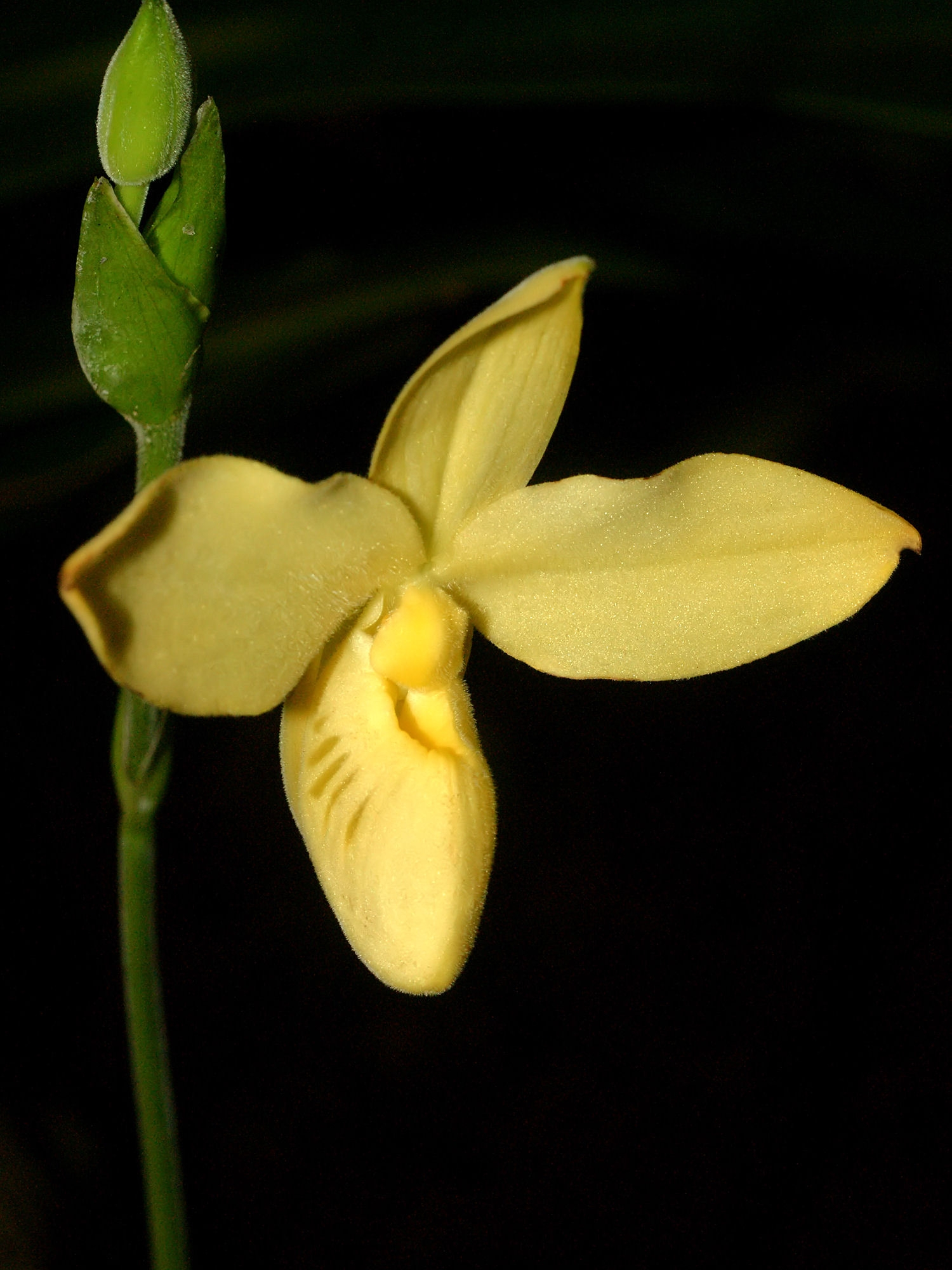